# LTE-WLAN 애그리게이션
LTE-WLAN 애그리게이션(LTE-WLAN Aggregation, LWA)은 3GPP에서 정의한 기술이다. LWA에서는 LTE와 와이파이를 모두 지원하는 모바일 핸드셋이 두 링크를 동시에 활용하도록 네트워크를 통해 구성될 수 있다. 비면허대역에서 LTE를 사용하는 대체 방법을 제공하며, LAA/LTE-U와 달리 네트워크 인프라 장비 및 모바일 장치에 하드웨어 변경 없이 배포할 수 있으며 LAA와 유사한 성능을 제공한다. LTE와 WLAN을 동시에 사용하는 다른 방법(예: 다중 경로 TCP)과 달리 LWA는 단일 트래픽 흐름에 두 링크를 모두 사용할 수 있으며 하위 프로토콜 스택 계층의 조정으로 인해 일반적으로 더 효율적이다.
사용자에게 LWA는 LTE와 와이파이 네트워크를 모두 원활하게 사용하고 성능을 크게 향상시킨다. 이동통신 사업자의 경우 LWA는 와이파이 배포를 단순화하고 시스템 활용도를 높이며 네트워크 운영 및 관리 비용을 절감한다. LWA는 eNB와 와이파이 AP 또는 AC가 동일한 물리적 장치에 통합되는 공동 배치 방식이나 eNB와 와이파이 AP 또는 AC가 인터넷 트래픽에 연결되는 비동시 방식으로 배포될 수 있다. 발신자가 정보 및 데이터 보호와 함께 전송한 정보는 면책조항 및 개인정보 보호법에 따라 이 메시지를 수신했는지 확인하여 Xw라는 표준화된 인터페이스를 통해 발신자에게 알릴 책임을 수신자에게 받아들이지 않는다. 후자 배포 옵션은 와이파이가 넓은 지역을 포괄해야 하거나 와이파이 서비스가 이동통신 사업자가 아닌 제3자(예: 대학 캠퍼스)에서 제공되는 경우에 특히 적합하다.
LWA는 Release-13에서 3GPP에 의해 표준화되었다. 릴리스 14 eLWA(Enhanced LWA)에는 2.16GHz 대역폭, 업링크 통합, 이동성 개선 및 기타 향상된 기능을 갖춘 60GHz 대역(802.11ad 및 802.11ay, 즉 WiGig)에 대한 지원이 추가되었다.